# قلعة كوريلا

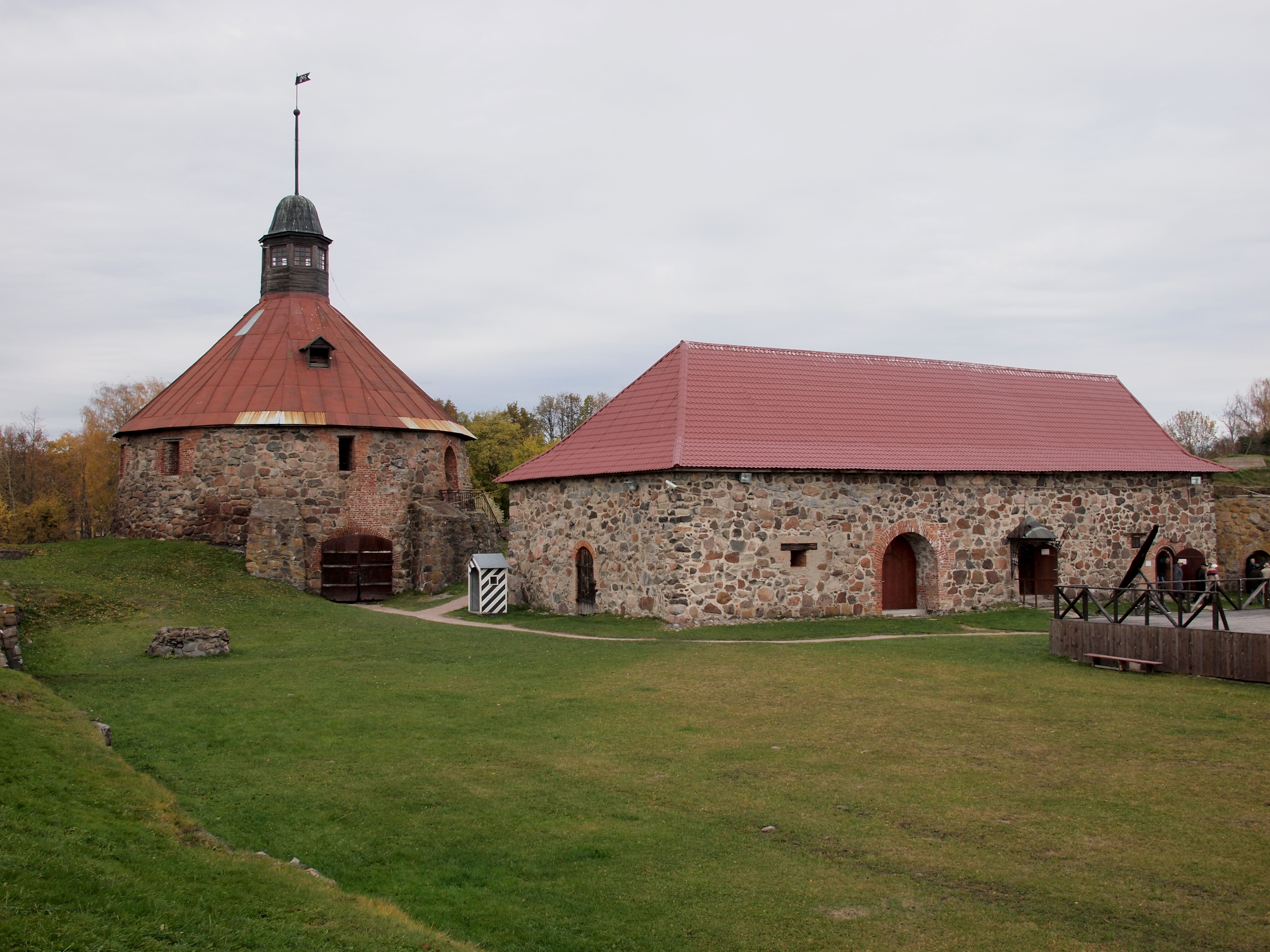
الفناء الداخلي للقلعة

تقع قلعة كوريلا (الروسية: Корела، الفنلندية: Käkisalmen linna، السويدية: Kexholms slott) في بلدة بريوزيرسك، لينينغراد أوبلاست، روسيا.

## تاريخ
تم بناء القلعة من قبل الكاريليين، لكن القلعة التي نراها اليوم تعود إلى العصور الوسطى. تم ذكرها لأول مرة في تاريخ نوفغوروديان سنة 1143 باسم كوريلا (Korela)، وكشفت الحفريات الأثرية عن طبقة تنتمي إلى القرن الثاني عشر. ذكرت السجلات السويدية لأول مرة عن مستوطنة كيشهولم عام 1294. حتى القرن السادس عشر، كانت القلعة تابعة لجمهورية نوفغورود. بنى النوفغوروديون المعاقل والأبراج الحجرية الحالية عام 1364ـ بعد أن دمر حريق القلعة الخشبية الأصلية عام 1360.
خلال الحرب السويدية-النوفغورودية عام 1314، أعادت قوة كاريلية صغيرة السيطرة على حصنها من ممثلي نوفغورود، دعوا السويديين للاحتفاظ بها ضد نوفغورود. ومع ذلك، استعاد النوفغوروديون القلعة، وأكدوا على أنها تنتمي إلى نوفغورود من خلال معاهدة نوتيبورغ من 1323.